# Jane Jacobs
Jane Butzner Jacobs (Scranton, Pensilvania, 4 de mayo de 1916-Toronto, 25 de abril de 2006) fue una divulgadora científica, teórica del urbanismo y activista sociopolítica canadiense, nacida en Estados Unidos. Jacobs es reconocida por su libro Muerte y vida de las grandes ciudades ("The Death and Life of Great American Cities") donde expone una crítica al urbanismo moderno y los proyectos de regeneración urbana, argumentando que son una amenaza para la diversidad y vitalidad de las ciudades.

## Primeros años

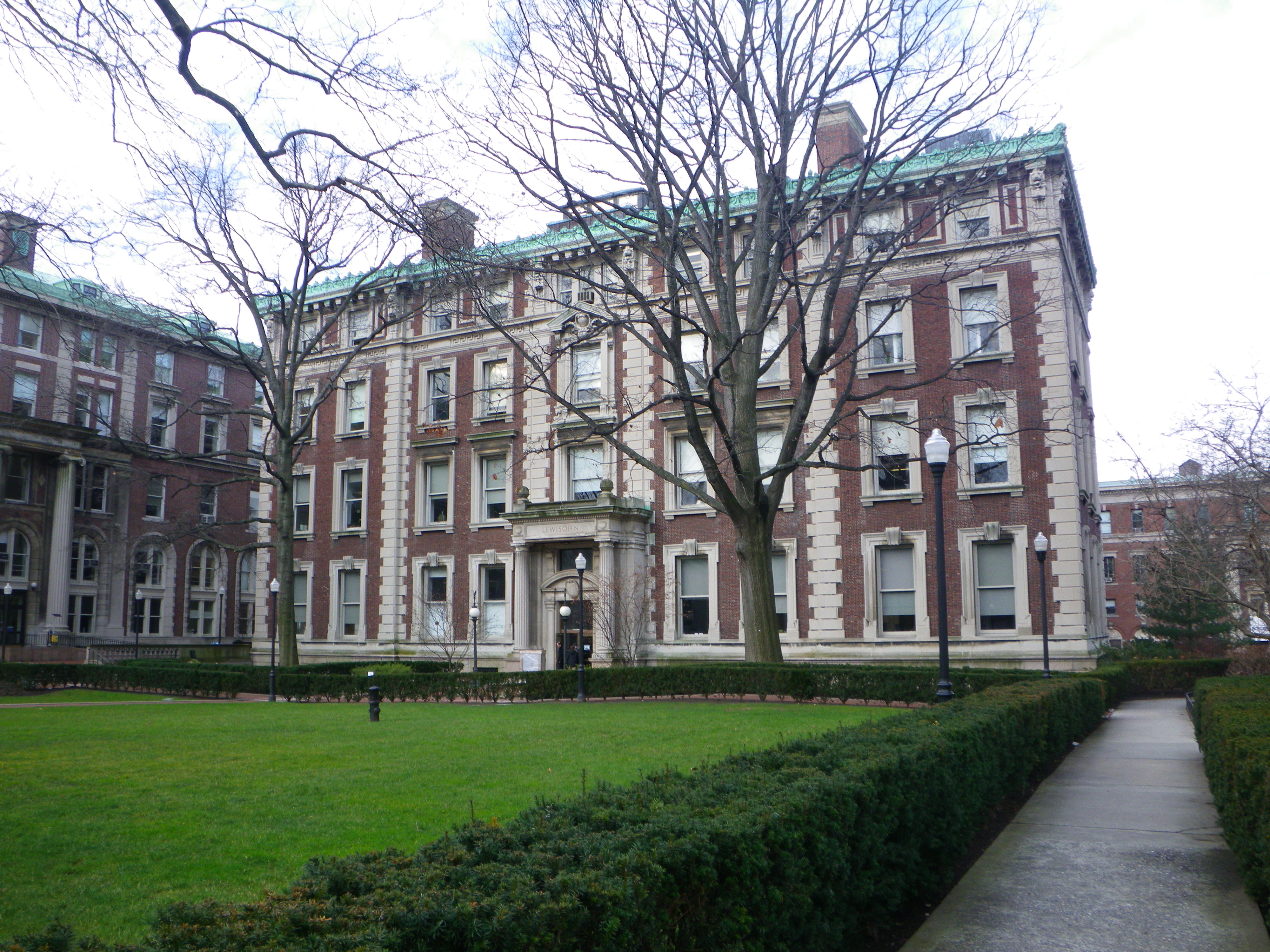
Lewisohn Hall, Escuela de Estudios Generales. Columbia University

Jacobs nació Jane Butzner en Scranton, Pensilvania, hija de Bess Robison Butzner, una exmaestra y enfermera, y de John Decker Butzner, un médico. Eran una familia protestante en una ciudad fuertemente católica. Después de graduarse en la Scranton High School, trabajó durante un año como asistente no remunerada del editor de páginas femeninas del Scranton Tribune.

### Formación en Nueva York
En 1935, durante la Gran Depresión, se mudó a Nueva York con su hermana Betty. Jane Butzner tomó un gusto inmediato al Greenwich Village de Manhattan, que no se ajustaba a la estructura de la red de la ciudad. Las hermanas pronto se mudaron allí desde Brooklyn.
Durante sus primeros años en la ciudad, Jacobs realizó varios trabajos, entre ellos taquígrafa y escritora independiente, a menudo escribiendo sobre distritos laborales de la ciudad. Estas experiencias, dijo ella más tarde, "... me dieron una noción más clara de lo que estaba sucediendo en la ciudad y cómo eran los negocios, cómo era el trabajo". Su primer trabajo fue para una revista especializada, primero como secretaria y luego como editora. Vendió artículos en el Sunday Herald Tribune, la revista Cue y Vogue.
Estudió en la Escuela de Estudios Generales de la Universidad de Columbia durante dos años, tomando cursos de geología, zoología, derecho, ciencias políticas y economía. Acerca de la libertad de seguir estudiando a través de sus amplios intereses, dijo:

"Por primera vez me gustó la escuela y por primera vez tuve buenas notas. Esto fue casi mi perdición porque después de haber cosechado, estadísticamente, un cierto número de créditos me convertí en propiedad del Barnard College en Columbia, y una vez que fui propiedad de Barnard tuve que estudiar, al parecer, lo que Barnard quería que estudiara. No es lo que quería aprender. Afortunadamente, mis notas en el instituto habían sido tan malas que Barnard decidió que no podía pertenecer a él y, por lo tanto, se me permitió continuar eligiendo mis estudios."

## Carrera
Después de asistir a la Escuela de Estudios Generales de la Universidad de Columbia durante dos años, Butzner encontró un trabajo en la revista Iron Age. Su artículo de 1943 sobre el declive económico en Scranton tuvo buena acogida y llevó a la Corporación Murray a ubicar allí una fábrica de aviones de combate. Alentada por este éxito, Butzner solicitó a la Junta de Producción de Guerra que respaldara más operaciones en Scranton. Al experimentar la discriminación en Iron Age, también abogó por la igualdad salarial para las mujeres y por el derecho de los trabajadores a sindicalizarse.

### América
Se convirtió en una escritora de la Office of War Information y luego en una reportera para Amerika, una publicación del Departamento de Estado para distribuirla en la Unión Soviética. Mientras trabajaba allí conoció a Robert Hyde Jacobs Jr., un arquitecto educado en Columbia que estaba diseñando aviones de combate para Grumman. Se casaron en 1944. Juntos tuvieron una hija, Burgin, y dos hijos, James y Ned. Compraron un edificio de tres pisos en 555 Hudson St. 
Jane continuó escribiendo para Amerika después de la guerra, mientras que Robert dejó Grumman y volvió a su trabajo como arquitecto.
Los Jacobs rechazaron los suburbios en rápido crecimiento como "parásitos", y prefirieron quedarse en el Greenwich Village. Renovaron su nueva casa, en el medio de una zona residencial y comercial mixta, y crearon un jardín en el patio trasero.

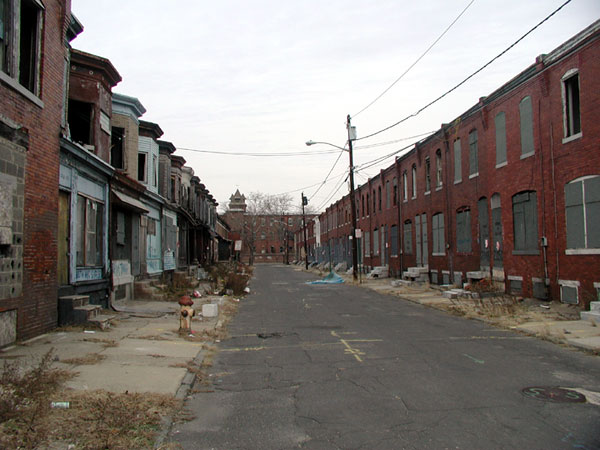
Camden NJ. Decadencia urbana

Trabajando para el Departamento de Estado durante el macartismo, Jacobs recibió un cuestionario sobre sus creencias políticas y lealtades. Jacobs era anticomunista y había abandonado el Sindicato Federal de Trabajadores por sus aparentes simpatías comunistas. Sin embargo, estaba a favor de la sindicación y supuestamente apreciaba la escritura de Saul Alinsky; por lo tanto, estaba bajo sospecha. El 25 de marzo de 1952, Jacobs dio una respuesta ahora famosa a Conrad E. Snow, presidente de la Junta de Seguridad de Lealtad del Departamento de Estado de los Estados Unidos. En su prólogo a su respuesta, ella dijo:
```
  "La otra amenaza a la seguridad de nuestra tradición, creo, se encuentra en casa. Es el miedo actual a las ideas radicales y de las personas que las proponen. No estoy de acuerdo con los extremistas de la izquierda o la derecha, pero creo que se les debe permitir hablar y publicar, tanto porque ellos mismos tienen, y deberían tener, sus derechos, y una vez que sus derechos se han ido, los derechos del resto de nosotros apenas estarán seguros ..."

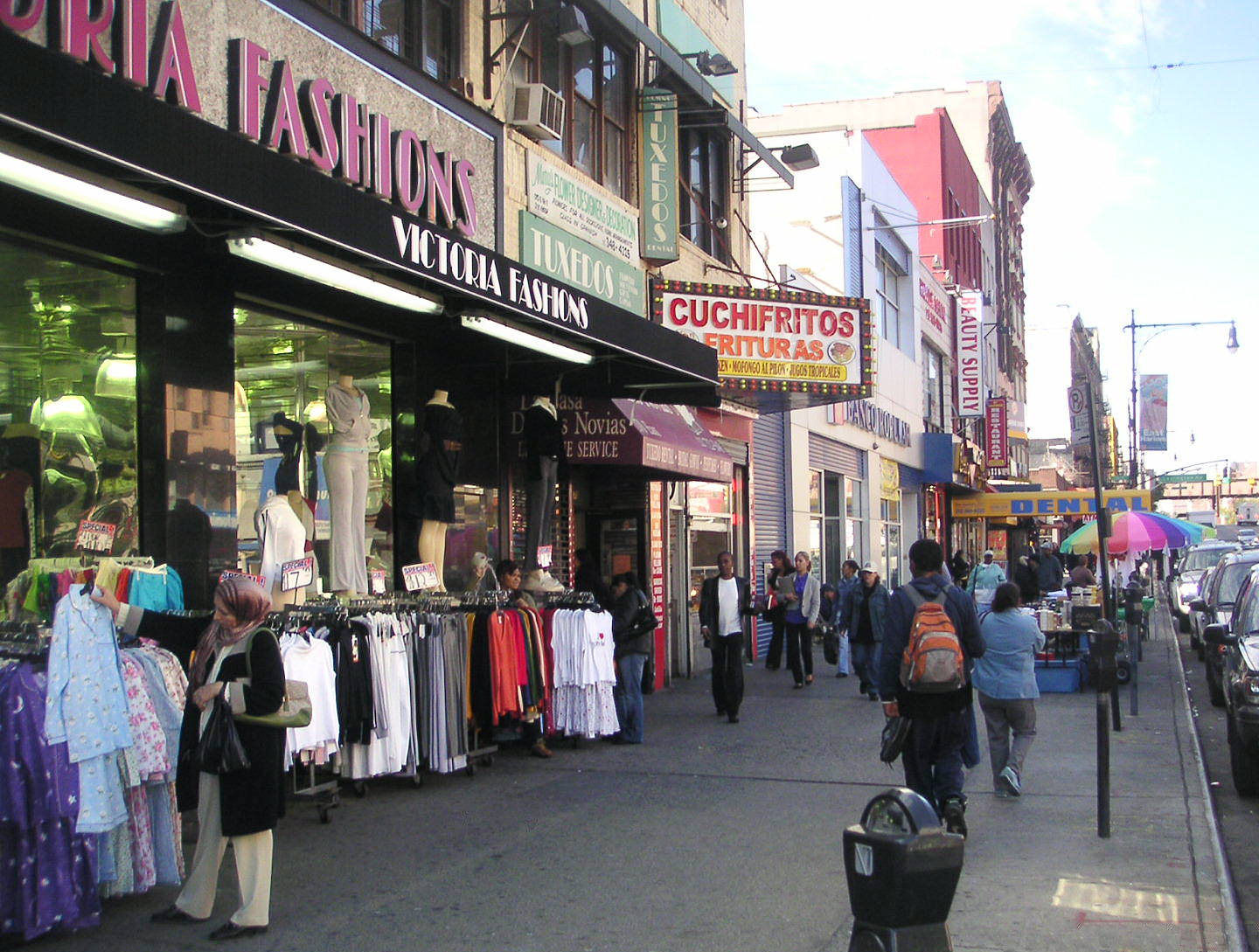
East Harlem

[
5
]
```

### Foro arquitectónico
Jacobs abandonó Amerika en 1952 cuando anunció que se mudaría a Washington D. C.. Encontró un trabajo bien remunerado en Architectural Forum, publicado por Henry Luce de Time Inc. Después de un éxito temprano en el trabajo, Jacobs comenzó a trabajar en expedientes sobre planificación urbana y "decadencia urbana". En 1954, fue elegida para cubrir un desarrollo en Filadelfia diseñado por Edmund Bacon. Aunque sus editores esperaban un informe positivo, Jacobs criticó el proyecto de Bacon, reaccionando contra la aparente falta de atención mostrada por los afroamericanos pobres que se vieron directamente afectados. Cuando Bacon le mostró a Jacobs ejemplos de bloques no desarrollados y desarrollados, ella concluyó que el "desarrollo" parecía terminar con la vida comunitaria activa en la calle. Cuando Jacobs regresó a las oficinas del Foro de Arquitectura, comenzó a cuestionar el consenso de los años 50 sobre la planificación urbana.
En 1955, Jacobs conoció a William Kirk, un pastor episcopaliano que trabajó en East Harlem. Kirk llegó a las oficinas del Foro de Arquitectura para describir el impacto que la "revitalización" tuvo en East Harlem, y presentó a Jacobs al vecindario. 

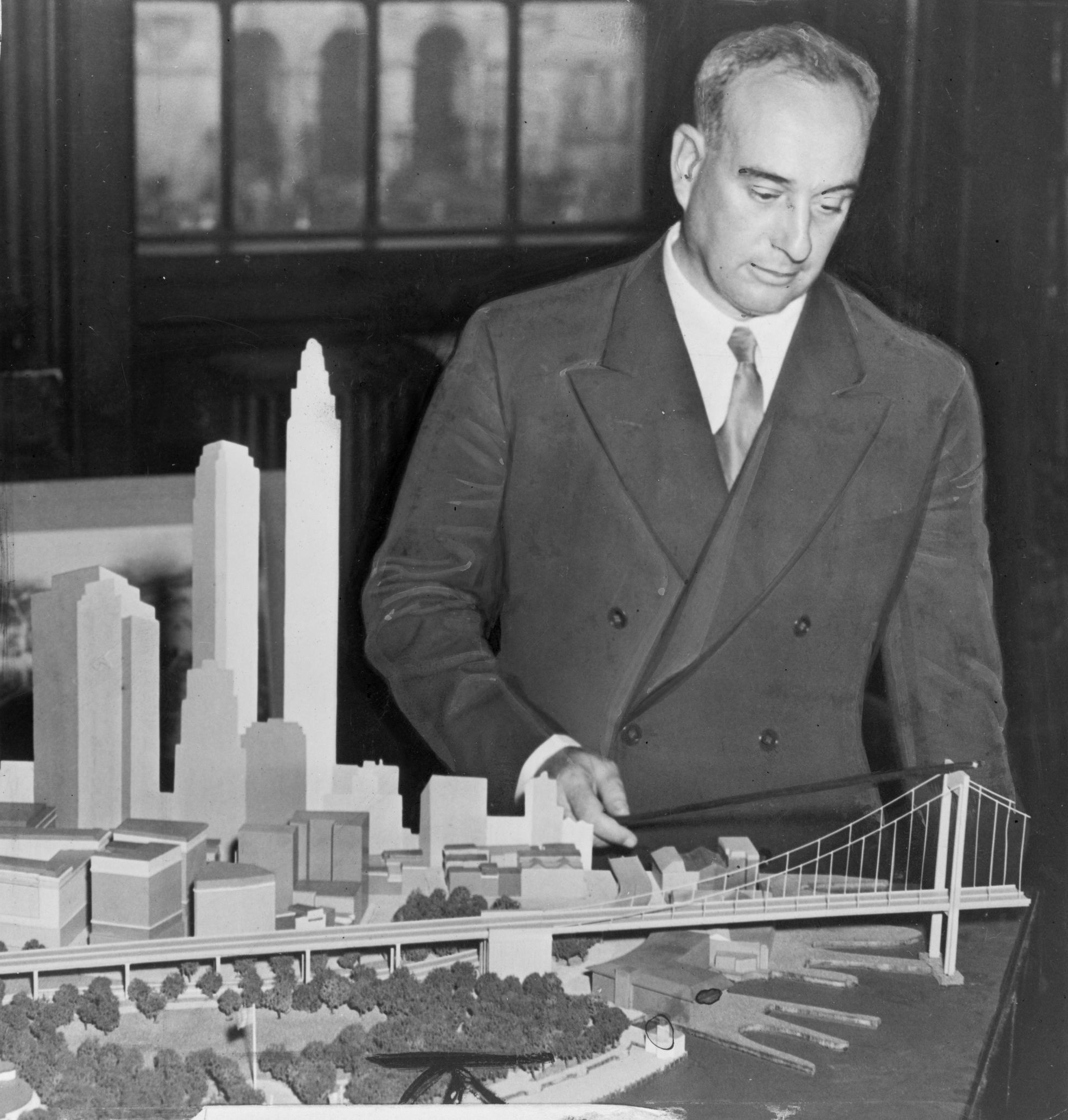
Robert Moses con la maqueta del Battery Bridge

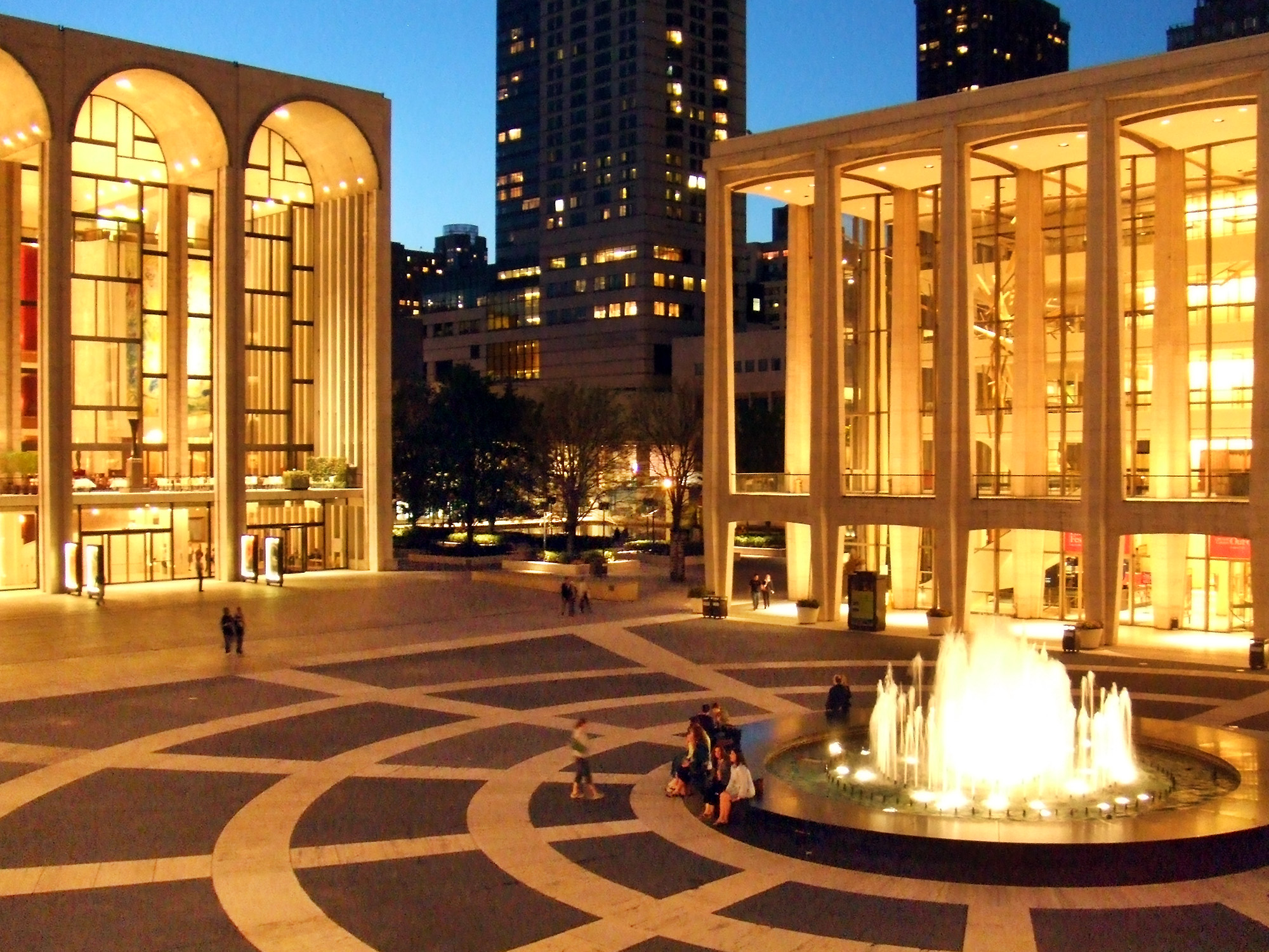
Lincoln Center

En 1956, Jacobs pronunció una conferencia en la Universidad de Harvard, sustituyendo a Douglas Haskell del Architectural Forum. Se dirigió a los principales arquitectos, urbanistas e intelectuales (incluido Lewis Mumford), hablando sobre el tema de East Harlem. Instó a esta audiencia a "respetar, en el más profundo sentido, fragmentos urbanos de caos que tienen una extraña sabiduría propia que aún no está incluida en nuestro concepto de orden urbano". Contrariamente a sus expectativas, la charla fue recibida con entusiasmo, pero también la marcó como una amenaza para los planificadores urbanos consagrados, los propietarios de bienes raíces y los promotores. Architectural Forum imprimió el discurso ese año, junto con fotografías de East Harlem.

### Fundación Rockefeller yMuerte y vida de las grandes ciudades americanas
Después de leer el texto de su discurso de Harvard, William H. Whyte invitó a Jacobs a escribir un artículo para la revista Fortune. El artículo resultante, "Downtown Is for People", apareció en una edición de Fortune de 1958, y marcó su primera crítica pública a Robert Moses. Su postura, particularmente su crítica al Lincoln Center, no fue popular entre los partidarios de la renovación urbana en Architectural Forum y Fortune. Particularmente indignó a C. D. Jackson, el editor de Fortune, quien exigió a Whyte por teléfono: "¿Quién es esta loca?"
El artículo de Fortune llamó la atención de Chadbourne Gilpatric, entonces director asociado de la División de Humanidades de la Fundación Rockefeller. La fundación se había movido intensamente en temas urbanos, con un reciente premio al Instituto de Tecnología de Massachusetts para estudios de estética urbana que culminaría en la publicación de Imagen de la ciudad de Kevin A. Lynch. En mayo de 1958, Gilpatric invitó a Jacobs a comenzar a trabajar como revisora de propuestas de subvenciones. Más adelante en ese año, la Fundación Rockefeller otorgó una subvención a Jacobs para producir un estudio crítico sobre urbanismo y vida urbana en Estados Unidos. (Desde mediados de la década de 1950 hasta mediados de la década de 1960, la División de Humanidades de la fundación patrocinó un programa de investigación, del cual Jacobs era la beneficiaria más conocida.) Gilpatric alentó a Jacobs a "explorar [...] el campo del diseño urbano para buscar ideas y acciones que puedan mejorar el pensamiento sobre cómo el diseño de ciudades podría servir mejor a la vida urbana, incluyendo el valor cultural y humano ". Afiliada a The New School (entonces llamada The New School for Social Research), pasó tres años realizando investigaciones y escribiendo borradores. En 1961, Random House publicó el producto de su investigación: La muerte y la vida de las grandes ciudades de Estados Unidos.

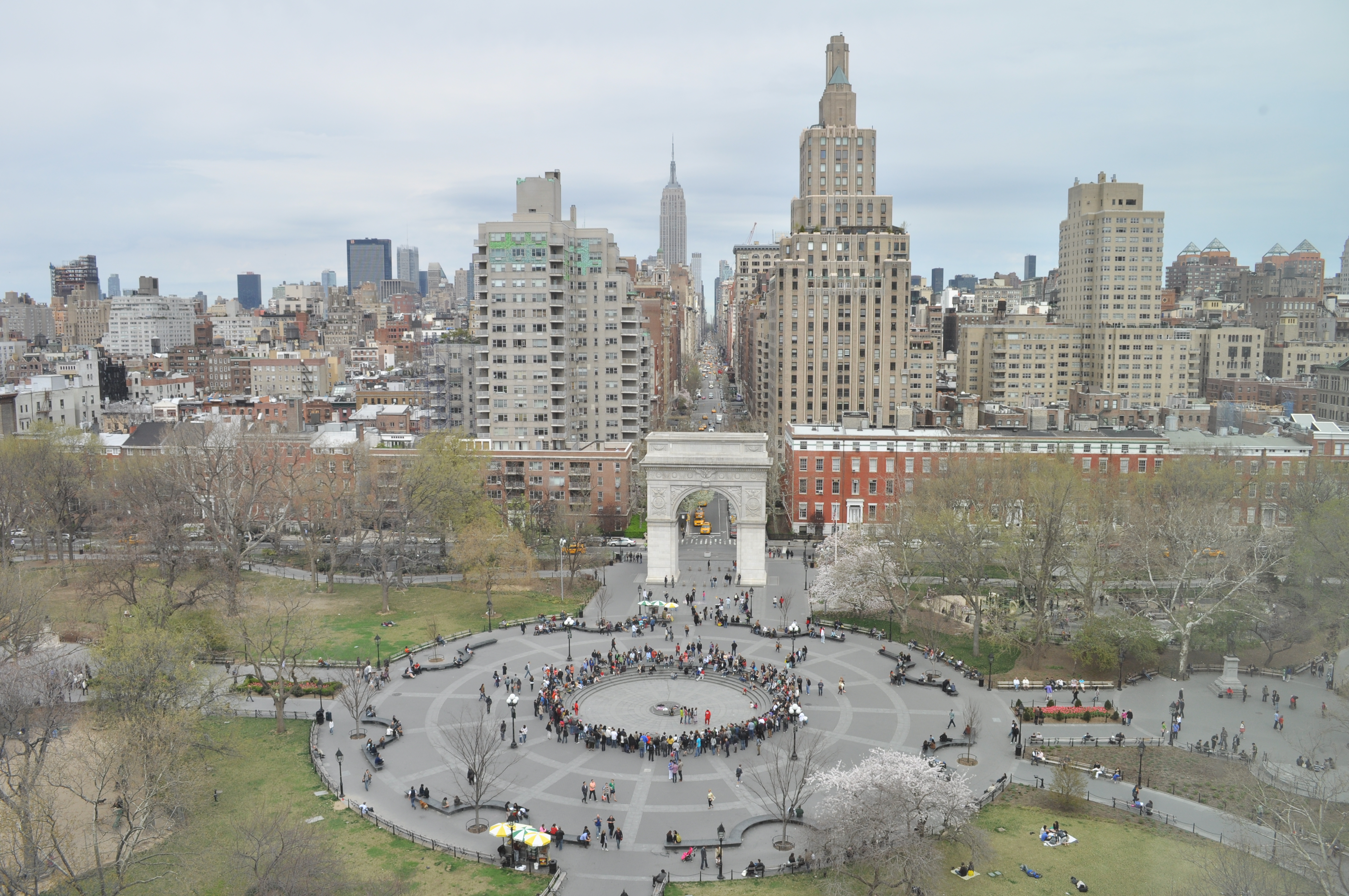
Jacobs luchó para evitar que Washington Square Park, en la foto, fuera demolido por una carretera

La obra sigue siendo uno de los libros más influyentes en la historia de la planificación urbanística estadounidense. Ella acuñó muchos términos como "capital social", "usos primarios mixtos" y "ojos en la calle", que fueron adoptados profesionalmente en el diseño urbano, la sociología y otros campos. Jacobs pintó una imagen devastadora de toda la profesión de la planificación urbana, etiquetándola de pseudociencia. Esto provocó respuestas airadas de varios hombres ricos y poderosos. Jacobs fue criticada como una "dama militante" y una "ama de casa": una aficionada que no tenía derecho a interferir con una disciplina establecida. Su libro también fue criticado por la izquierda por dejar de lado la raza y aceptar la gentrificación.
En 1962 renunció a su puesto en Architectural Forum para convertirse en autora y madre a tiempo completo. Además de su actividad en la política local, fue una opositora notable de la Guerra de Vietnam y marchó al Pentágono en octubre de 1967. Criticó la construcción del World Trade Center como un desastre para el puerto de Manhattan.

### Lucha por el Greenwich Village
Durante las décadas de 1950 y 1960, el vecindario de Jacobs en Greenwich Village fue transformado por los esfuerzos de la Ciudad y el Estado para construir viviendas (ver, por ejemplo, la lucha de Jacobs para construir West Village Houses en lugar de grandes casas de departamentos), promotores privados, la expansión de la Universidad de Nueva York (NYU) y los planes de renovación urbana de Robert Moses. El plan de Moses, financiado como "eliminación de barrios marginales" por el Título I de la Ley de Vivienda de 1949, también exigía la demolición de varios bloques y su reemplazo por rascacielos de alto nivel. El plan obligó a 132 familias a abandonar sus hogares y desplazó a 1000 pequeñas empresas; el resultado fue Washington Square Village.
Como parte de sus esfuerzos por revitalizar el área, Moses propuso por primera vez la extensión de la Quinta Avenida a través del Washington Square Park en 1935. Ante la oposición de la comunidad, Moses archivó el proyecto, pero revivió la idea en la década de 1950. Moses argumentó que la extensión de la Quinta Avenida mejoraría el flujo de tráfico a través del vecindario y proporcionaría acceso a la autopista planeada del Bajo Manhattan (LOMEX), que conectaría el Puente de Manhattan y el Puente de Williamsburg con el Túnel Holland.
En respuesta, la activista local Shirley Hayes creó el "Comité para Salvar el Parque Washington Square", una coalición de docenas de grupos vecinales locales que se opusieron a la extensión de la carretera. Raymond S. Rubinow finalmente se hizo cargo de la organización, cambiando su nombre a "Comité de Emergencia Conjunto para cerrar Washington Square al tráfico". Jacobs se había unido al comité bajo Hayes, pero tomó un papel más destacado bajo Rubinow, llegando a medios de comunicación como el Village Voice, que proporcionó una cobertura más detallada que publicaciones como el New York Times. El comité obtuvo el apoyo de notables como Margaret Mead, Eleanor Roosevelt, Lewis Mumford, Charles Abrams y William H. Whyte, así como Carmine De Sapio, residente de Greenwich Village e influyente líder demócrata. La participación de De Sapio resultó decisiva. El 25 de junio de 1958, la ciudad cerró Washington Square Park al tráfico, y el comité conjunto celebró una ceremonia de atar con cinta (en vez de cortarla).
Los planes para la autopista LOMEX continuaron, sin embargo, a pesar de la creciente oposición de la comunidad en áreas como Little Italy. En la década de 1960, Jacobs presidió el Comité Conjunto para detener la Autopista del Bajo Manhattan. Los periódicos como The New York Times simpatizaban con Moses, mientras que el Village Voice recientemente creado cubría los mítines de la comunidad y estaba contra la autopista. Jacobs continuó luchando contra la autopista cuando los planes resurgieron en 1962, 1965 y 1968, y se convirtió en una heroína local por su oposición al proyecto. Fue arrestada por un oficial de policía vestido de civil el 10 de abril de 1968, en una audiencia pública durante la cual la multitud cargó contra el escenario y destruyó las notas del taquígrafo. Fue acusada de incitar disturbios, daños y obstrucción a la administración pública. Después de meses de pruebas llevadas a cabo en Nueva York, su cargo se redujo a una conducta contra el orden público.

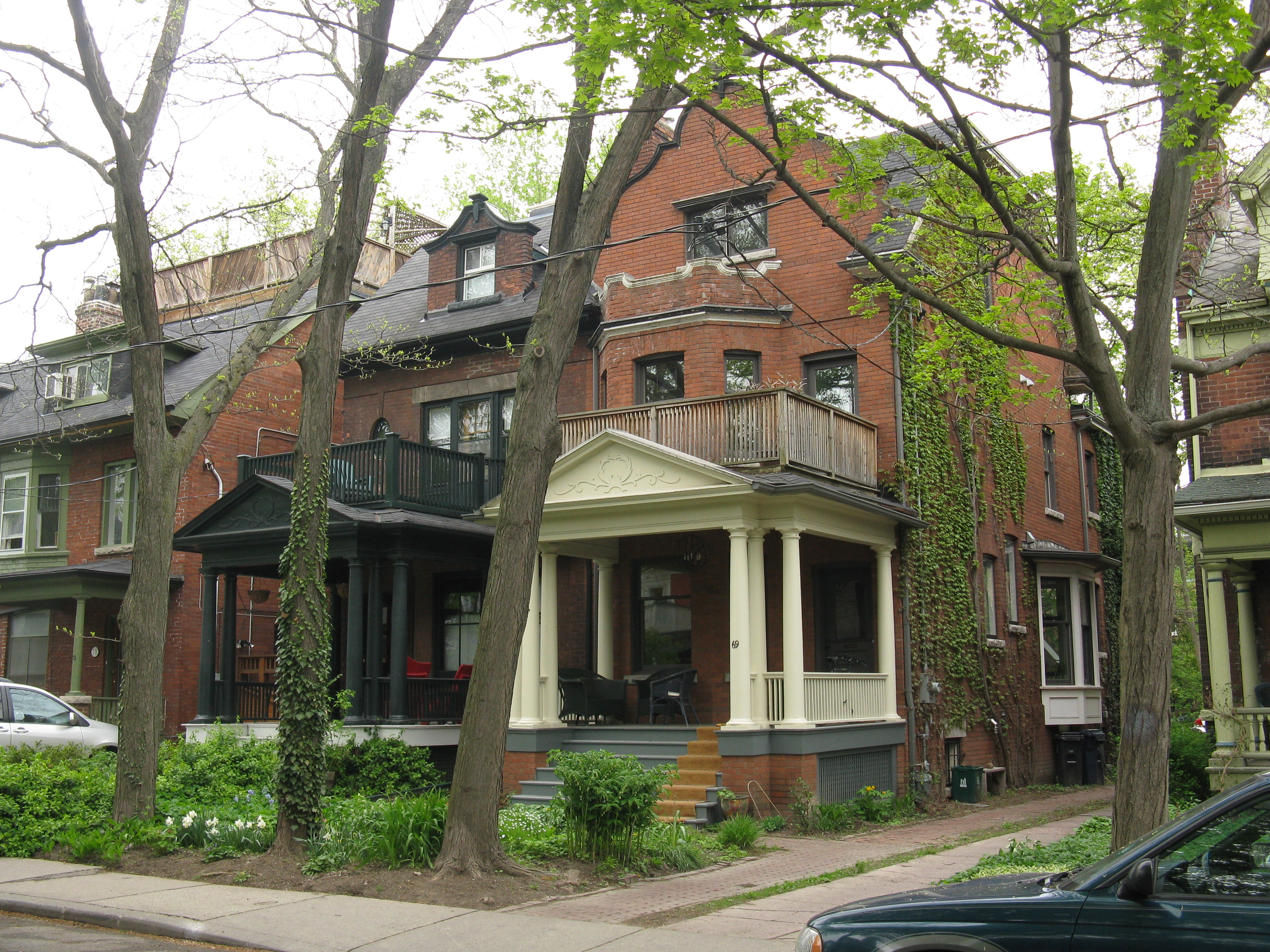
Jacobs vivió en 69 Albany Avenue (porche blanco) en el Annex de Toronto durante 35 años

Nueva York: una película documental dedicó una hora de la serie a la batalla entre Moses y Jacobs. La muy crítica biografía de Robert Caro sobre Moses, The Power Broker, da solo una breve mención a este evento pese a la fuerte influencia de Jacobs en Caro.

## Vida en Toronto
Poco después de su arresto en 1968, Jacobs se mudó a Toronto, y finalmente se estableció en 69 Albany Avenue en The Annex desde 1971 hasta su muerte en 2006. Decidió abandonar Estados Unidos en parte porque se opuso a la guerra de Vietnam, le preocupaba el destino de sus dos hijos en edad de reclutamiento y no quería seguir luchando contra el gobierno de la ciudad de Nueva York. Ella y su esposo eligieron Toronto porque era agradable y ofrecían oportunidades de empleo, y se mudaron a un área de Toronto que incluía a tantos estadounidenses que evitaban el reclutamiento que se conocía como el "ghetto estadounidense".

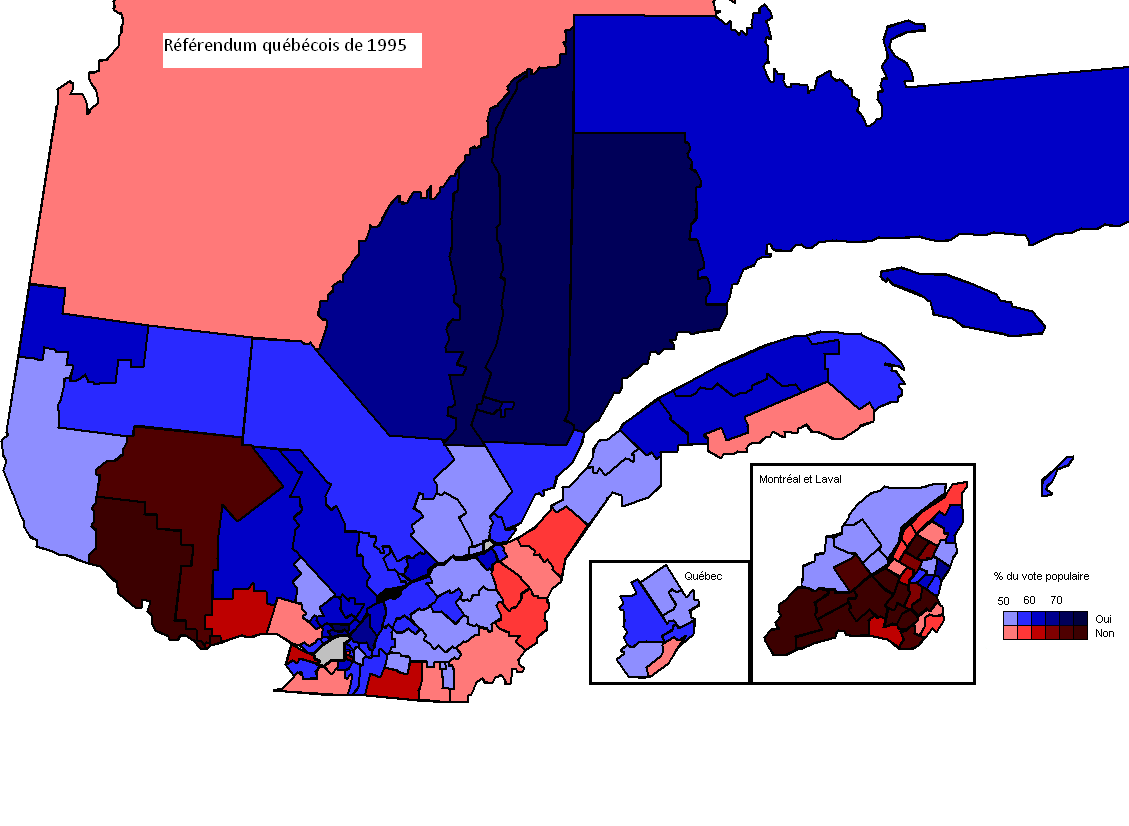
Los resultados del referéndum de Quebec 1995 por circonscription. Marrón oscuro significa alto no%; azul oscuro significa alto sí%

Rápidamente se convirtió en una figura destacada en su nueva ciudad y ayudó a detener la propuesta de Autopista Spadina. Un tema frecuente de su trabajo fue preguntar si estamos construyendo ciudades para las personas o para los automóviles. Fue arrestada dos veces durante las manifestaciones. También tuvo una influencia considerable en la regeneración del vecindario de St. Lawrence, un proyecto de vivienda considerado como un gran éxito. Se convirtió en ciudadana canadiense en 1974, y más tarde le dijo al escritor James Howard Kunstler que la doble ciudadanía no era posible en ese momento, lo que implicaba que había perdido su ciudadanía estadounidense.
En 1980, ofreció una perspectiva urbanística sobre la soberanía de Quebec en su libro The Question of Separatism: Quebec and the Struggle over Separation. Jacobs fue defensora de una provincia de Toronto para separar la ciudad propiamente dicha de Ontario. Jacobs dijo, "Las ciudades, para prosperar en el siglo veintiuno, deben separarse políticamente de sus áreas circundantes".

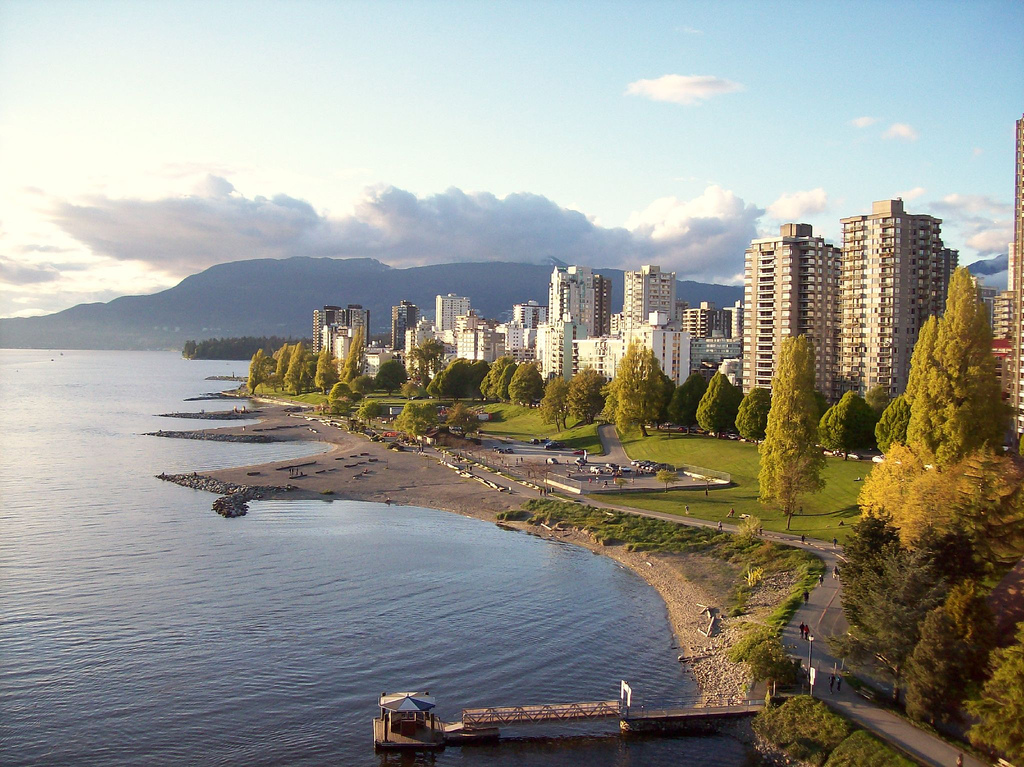
English Bay, Vancouver, BC

Le fue concedida Orden de Canadá en 1996 por sus escritos fundamentales y sus comentarios que invitan a la reflexión sobre el desarrollo urbano. La sección de sociología urbana y de la comunidad de la American Sociological Association le otorgó su premio Outstanding Lifetime Contribution en 2002. En 1997, el gobierno de la ciudad de Toronto patrocinó una conferencia titulada "Jane Jacobs: Ideas That Matter", que condujo a un libro del mismo nombre. Al final de la conferencia, se creó el Premio Jane Jacobs. Incluye un estipendio anual de 5.000 dólares por tres años para "honrar a los héroes anónimos originales de Toronto, mediante la búsqueda de ciudadanos que participen en actividades que contribuyan a la vitalidad de la ciudad".

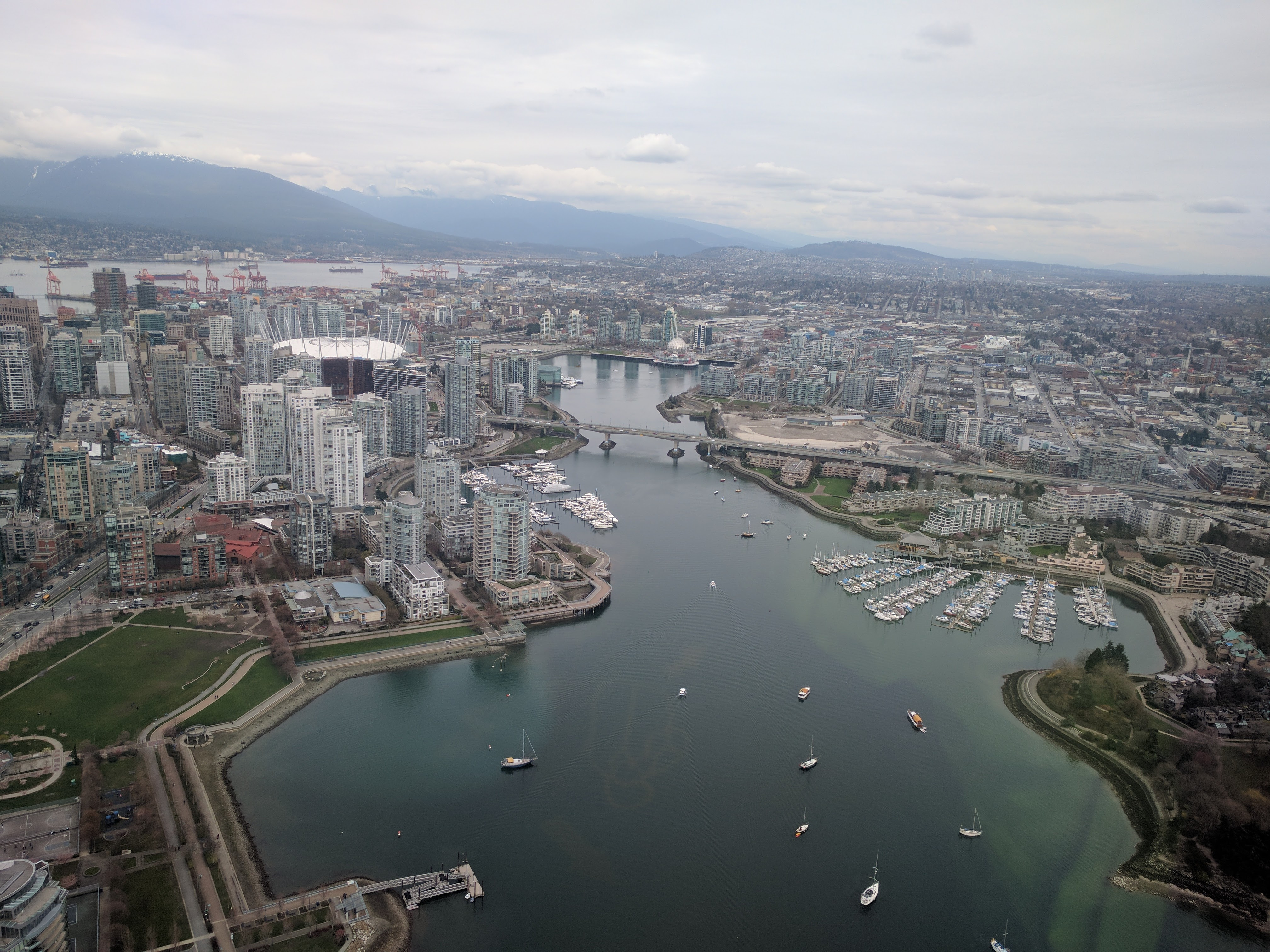
False Creek, Vancouver

Jacobs nunca rehuyó expresar su apoyo político a candidatos específicos. Se opuso a la amalgama de 1997 de las ciudades de Metro Toronto, por temor a que los vecindarios individuales tuvieran menos poder con la nueva estructura. Respaldó a un ecologista, Tooker Gomberg, que perdió la carrera por la alcaldía en Toronto en 2000, y fue asesor de la exitosa campaña a la alcaldía de David Miller en 2003. Durante la campaña a la alcaldía, Jacobs ayudó a ejercer presión contra la construcción de un puente para unir el paseo marítimo de la ciudad con el Aeropuerto del Centro de la Ciudad de Toronto (TCCA). Después de las elecciones, se revocó la decisión anterior del concejo municipal de Toronto de aprobar el puente y se detuvo el proyecto de construcción del puente. TCCA actualizó el servicio de ferry y el aeropuerto todavía está operativo en 2018.
Jacobs también participó en una lucha contra un plan del Royal St. George's College (una escuela establecida muy cercana a la residencia de Jacobs desde hace mucho tiempo en el distrito Annex de Toronto) para reconfigurar sus instalaciones. Jacobs sugirió no solo que se detuviera el rediseño, sino también que la escuela fuera forzada a salir por completo del barrio. Aunque el consejo de Toronto inicialmente rechazó los planes de la escuela, la decisión se revirtió más tarde, y la Junta Municipal de Ontario dio el visto bueno al proyecto cuando los oponentes no lograron presentar testigos creíbles y trataron de retirarse del caso durante la audiencia.
También influyó en la planificación urbana de Vancouver. Jacobs ha sido llamada "la madre del vancouverismo", refiriéndose al uso de esa ciudad de su filosofía de "densidad bien hecha". El renombrado arquitecto Bing Thom describió el vancouverismo de esta manera:

"Es poner énfasis sobre el espacio público. Creo que los habitantes de Vancouver están muy, muy orgullosos de que construyamos una ciudad que realmente tenga una enorme cantidad de espacio en el paseo marítimo para que la gente pueda recrearse y disfrutar. Al mismo tiempo, False Creek y Coal Harbour eran anteriormente tierras industriales que estaban muy contaminadas y degradadas. Hemos actualizado todo esto con un nuevo desarrollo, y las personas tienen acceso al agua y a las vistas. Por consiguiente, la idea para mí es de tener mucha gente viviendo muy cerca, mezclando los usos. Entonces, tenemos apartamentos en la parte superior de las tiendas. En Surrey tenemos una universidad en la parte superior de un centro comercial. Esta mezcla de usos refleja a Vancouver en términos de nuestra cultura y de cómo vivimos juntos."

Jacobs murió en Toronto Western Hospital a los 89 años, el 25 de abril de 2006, al parecer, de un derrame cerebral. Le sobrevivió un hermano, James Butzner (nacido en 2009); sus dos hijos, James y Ned de Vancouver, y una hija, Burgin Jacobs; dos nietos y dos bisnietos. Tras su muerte, su familia declaró:

"Lo importante no es que haya muerto, sino que haya vivido, y que el trabajo de su vida haya influido mucho en nuestra forma de pensar. Por favor, recuérdala leyendo sus libros e implementando sus ideas."

## Días de Jane Jacobs
Después de la muerte de Jacobs en abril de 2006, el alcalde de la ciudad de Nueva York, Michael Bloomberg, anunció el Día de Jane Jacobs, celebrado el 28 de junio de 2006. La ciudad de Toronto proclamó su cumpleaños al año siguiente, 4 de mayo de 2007, como el Día de Jane Jacobs.

## Influencia
Su obra más influyente fue The Death and Life of Great American Cities (1961), en la cual critica duramente las prácticas de renovación urbana de los años 1950 en Estados Unidos, cuyos planificadores (planificación urbanística, diseño urbano) asumían modelos esquemáticos ideales que según ella condujeron a la destrucción del espacio público. Utilizando métodos científicos innovadores e interdisciplinares (procedentes tanto de las ciencias sociales como de las ciencias naturales), la autora identificaba las causas de la violencia en lo cotidiano de la vida urbana, según estuviera sujeta al abandono o, por el contrario, a la buena alimentación, la seguridad y la calidad de vida.
Sus ideas sobre la autoorganización espontánea del urbanismo fueron aplicadas en el posterior concepto de sistemas emergentes. Según escribió Marcelo Pisarro, "los paradigmas urbanísticos contemporáneos (espacios comunales, disminución de tránsito vehicular, preservación del patrimonio histórico, medios de transporte alternativos, economías locales, reciclaje) tienen algo del libro de Jacobs, incluso en lo negativo, pues también ella estaba cargada de buenas intenciones. El infierno que provocó, al menos en Greenwich Village, fue la elitización residencial: la gentrificación convirtió el barrio en uno de los más costosos y exclusivos de Estados Unidos". Archivado el 19 de enero de 2017 en Wayback Machine.
Además de por su obra literaria, Jacobs destacó por su activismo en la organización de movimientos sociales autodefinidos como espontáneos (grassroots), encaminados a paralizar los proyectos urbanísticos que entendía que destruían las comunidades locales. Primero en Estados Unidos, donde consiguió la cancelación del Lower Manhattan Expressway; y posteriormente en Canadá, a donde emigró en 1968 y donde consiguió la cancelación del Spadina Expressway y la red de autopistas que pretendían construirse.
A Jacobs se le atribuye, junto con Lewis Mumford, la inspiración del movimiento Nuevo urbanismo. Ella comentó su legado en una entrevista con la revista Reason.
- Reason: ¿Por qué crees que serás más recordada? Fuiste tú quien se enfrentó a los bulldozers federales y la gente de la renovación urbana y dijo que estaban destruyendo el alma de estas ciudades. ¿Es eso lo que será?
- Jacobs: No. Si fuera recordada como una pensadora realmente importante del siglo, lo más importante a lo que he contribuido es mi discusión sobre lo que hace que la expansión económica suceda. Esto es algo que ha desconcertado a la gente siempre. Creo que descubrí qué es.

   La expansión y el desarrollo son dos cosas diferentes. El desarrollo es la diferenciación de lo que ya existía. Prácticamente todo lo nuevo que sucede es una diferenciación de una cosa anterior, desde una suela de zapato nueva hasta cambios en los códigos legales. La expansión es un crecimiento real en tamaño o volumen de actividad. Eso es algo diferente.

Plan Voisin de Le Corbusier, ejemplo del urbanismo contra el que luchaba Jacobs

   Lo he hecho de dos maneras diferentes. Hace mucho tiempo, cuando escribí The Economy of Cities, escribí sobre la sustitución de importaciones y cómo eso expande, no solo la economía del lugar donde ocurre, sino también la vida económica en general. A medida que una ciudad reemplaza las importaciones, desplaza sus importaciones. No importa menos. Y aun así tiene todo lo que tenía antes.
- Reason: No es un juego de suma cero. Es un pastel más grande y creciente.
- Jacobs: Ese es el mecanismo real. La teoría de esto es lo que explicó en The Nature of Economies. Lo comparó con lo que sucede con la biomasa, la suma total de toda la flora y la fauna en un área. La energía, el material que está involucrado en esto, no solo escapa de la comunidad como una exportación. Continúa siendo utilizado en una comunidad, al igual que en una selva tropical los desechos de ciertos organismos y varias plantas y animales son utilizados por otros en el lugar.

```
  Jane Jacobs, 
"Vistas de la ciudad: la leyenda de los estudios urbanos de Jane Jacobs sobre la gentrificación, el Nuevo Urbanismo y su legado"
, 
Reason
, junio de 2001, Entrevistador: Bill Steigerwald
```

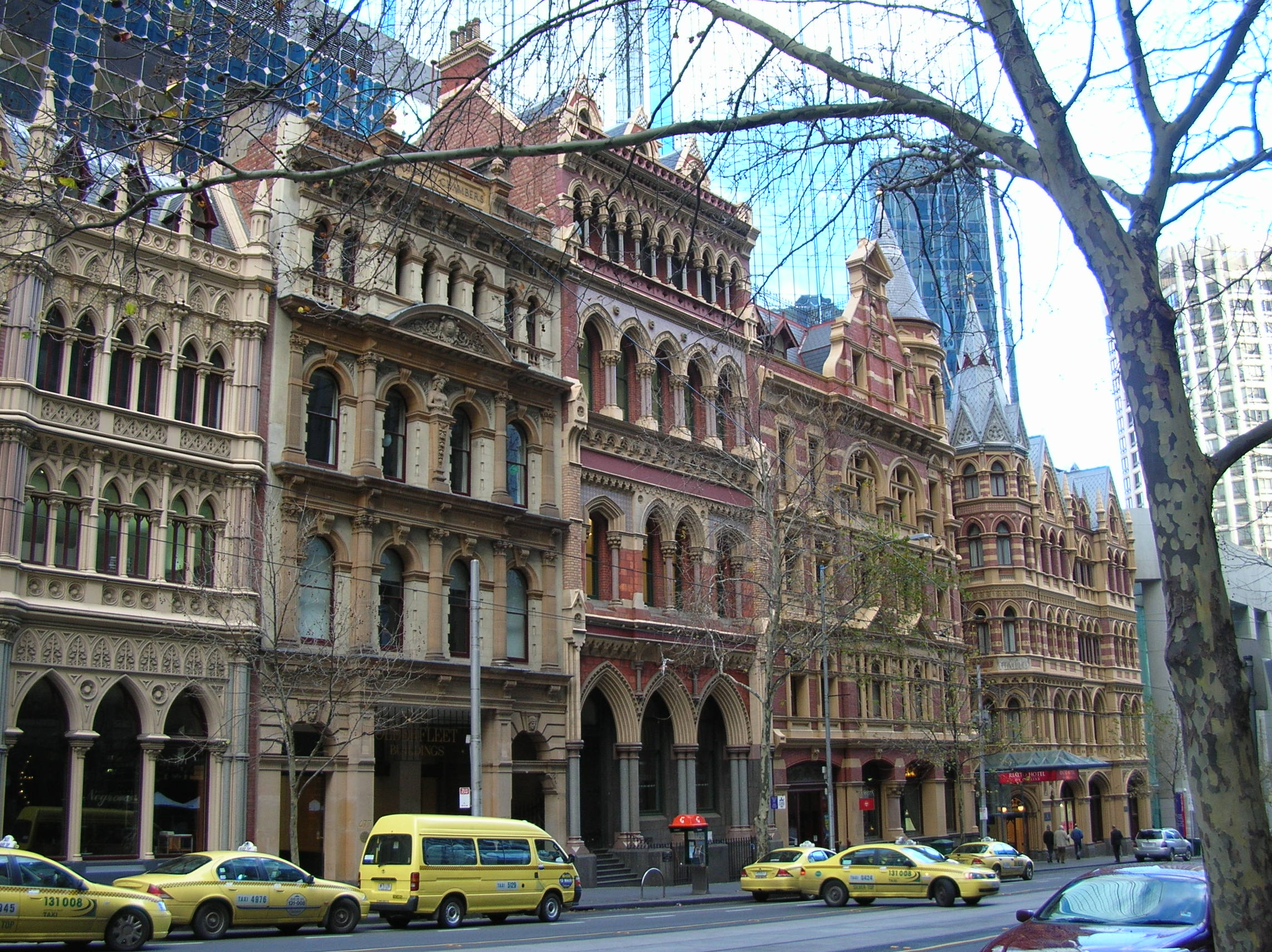
Melbourne, Collins Street

Si bien Jacobs vio que su mayor legado era su contribución a la teoría económica, es en el ámbito de la planificación urbana donde ha tenido su mayor impacto. Sus observaciones sobre las formas en que funcionan las ciudades revolucionaron la profesión de planificación urbana y desacreditaron muchos modelos de planificación aceptados que dominaban la planificación de mediados de siglo XX. El economista Edward Glaeser, conocido por su trabajo en estudios urbanos, reconoció que Jane Jacobs (1960) había sido profética al atacar a Moses por "reemplazar barrios que funcionaban bien con torres inspiradas en Le Corbusier". Glaeser estuvo de acuerdo en que estos proyectos de vivienda demostraron ser los mayores fracasos de Moses, "Moses gastó millones y desalojó a decenas de miles de personas para crear edificios que se convirtieron en centros de delincuencia, pobreza y desesperación".
También fue famosa por presentar conceptos como "ojos en la calle", una referencia a lo que más tarde se conocería como vigilancia natural. El concepto tuvo una gran influencia en planificadores y arquitectos como Oscar Newman, quien puso en práctica la idea a través de una serie de estudios que culminarían en su teoría del espacio defendible. El trabajo de Jacobs y Newman afectaría la política de vivienda de Estados Unidos a través del Programa HOPE VI, un esfuerzo del Departamento de Vivienda y Desarrollo Urbano de Estados Unidos para demoler los proyectos de viviendas públicas de gran altura tan maltratadas por Jacobs y reemplazarlos por Inmuebles bajos de viviendas de ingresos mixtos.

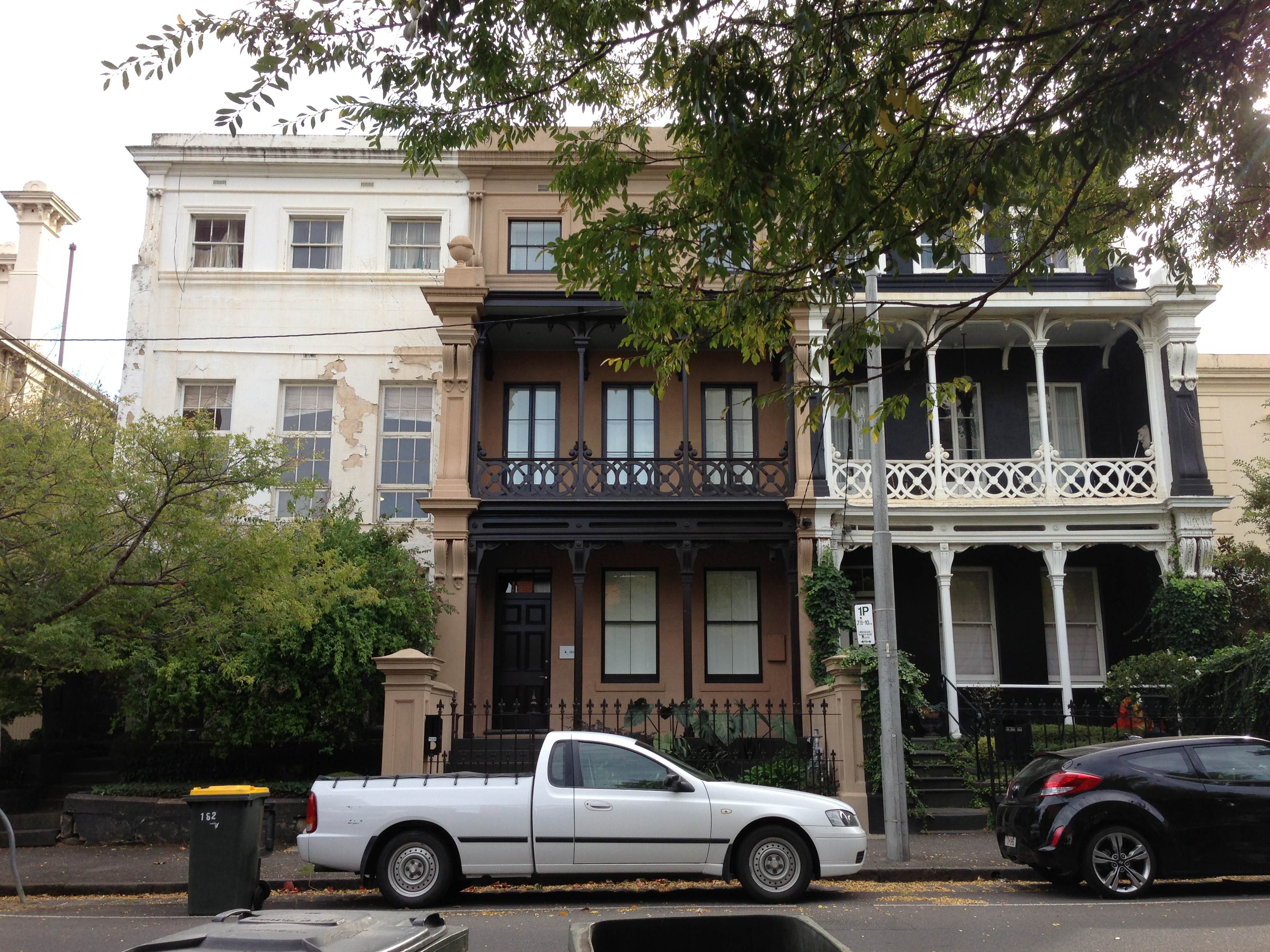
Terrace of 182-186 George St, East Melbourne. Ejemplo de gentrificación

A lo largo de su vida, luchó para modificar la forma en que se abordaba el desarrollo de la ciudad. Al argumentar que las ciudades eran seres vivos y ecosistemas, abogó por ideas como el desarrollo del "uso mixto" y la planificación ascendente. Además, sus duras críticas a los proyectos de "limpieza de barrios marginales" y "viviendas de gran altura" fueron fundamentales para desacreditar estas prácticas de planificación que una vez fueron universalmente respaldadas.
Jacobs es recordada como una defensora del desarrollo consciente de las ciudades y por dejar "un legado de empoderamiento para que los ciudadanos confíen en su sentido común y se conviertan en defensores de su lugar".
A pesar de que Jacobs se centró principalmente en Nueva York, sus argumentos han sido identificados como universales. Por ejemplo, su oposición contra la demolición de barrios urbanos para proyectos de renovación urbana tuvo una "resonancia especial" en Melbourne, Australia. En Melbourne en la década de 1960, las asociaciones de residentes lucharon contra los proyectos de viviendas de gran altura a gran escala de la Comisión de Vivienda de Victoria, que argumentaron tenían poco respeto por el impacto en las comunidades locales.
Jacobs luchó en una batalla cuesta arriba contra las tendencias dominantes de la planificación a pesar de que Estados Unidos siguen siendo una nación suburbana, el trabajo de Jacobs ha contribuido a que la vida en la ciudad sea rehabilitada y revitalizada.

## Urbanismo ortodoxo
Jane Jacobs indica en su obra Muerte y Vida de las Grandes Ciudades, que las fuentes del urbanismo ortodoxo son: 
- Garden Cities of Tomorrow, Ebenezer Howard.
- The Culture of Cities Lewis Mumford.
- Cities in Evolution, Sir Patrick Geddes.
- Modern Housing, Catherine Bauer Wurster.
- Toward New Towns for America, Clarence Stein.
- Nothing Gained by Overcrowding, Sir Raymond Unwin
- The City of Tomorrow and Its Planning, Le Corbusier

## Obras
Jane Jacobs pasó su vida estudiando las ciudades. Sus libros incluyen:

### La muerte y la vida de las grandes ciudades americanas
Es su libro más influyente y posiblemente el libro más influyente sobre planificación urbana y ciudades del siglo XX. Ampliamente leído tanto por profesionales de la planificación como por el público en general, el libro es una fuerte crítica de las políticas de renovación urbana de la década de 1950, que, según ella, destruyó comunidades y creó espacios urbanos aislados y antinaturales. Jacobs abogó por la abolición de las leyes de zonificación y la restauración del mercado libre de solares, lo que daría como resultado vecindarios densos de uso mixto y citó con frecuencia al Greenwich Village de la ciudad de Nueva York como un ejemplo de una comunidad urbana vibrante.
Robert Caro lo ha citado como la influencia más fuerte en The Power Broker, su biografía ganadora del Pulitzer de Robert Moses, aunque Caro no menciona su nombre ni siquiera una vez en el libro a pesar de las batallas de Jacobs con Moses sobre su propuesta Autopista del Bajo Manhattan. Se dice que Caro cortó un capítulo sobre Jacobs debido a la longitud de su libro.
Más allá de las lecciones prácticas de diseño y planificación de la ciudad que ofrece Death and Life, los fundamentos teóricos del trabajo desafían la mentalidad del desarrollo moderno. Jane Jacobs defiende sus posiciones con sentido común y anécdotas.

### La economía de las ciudades
La tesis de este libro es que las ciudades son los principales impulsores del desarrollo económico. Su argumento principal es que el crecimiento económico explosivo se deriva del reemplazo de importaciones urbanas. El reemplazo de importaciones ocurre cuando una ciudad comienza a producir bienes localmente que importó anteriormente, por ejemplo, fábricas de bicicletas de Tokio que reemplazan a los importadores de bicicletas de Tokio en el siglo XIX. Jacobs afirma que el reemplazo de importaciones construye infraestructura local, habilidades y producción. Jacobs también afirma que el aumento de la producción se exporta posteriormente a otras ciudades, dando a esas otras ciudades una nueva oportunidad para participar en la sustitución de importaciones, lo que produce un ciclo positivo de crecimiento.
En una entrevista con Bill Steigerwald en Reason Magazine, Jacobs dijo que si la recuerdan por ser una gran intelectual, será recordada no por su trabajo relacionado con la planificación urbana, sino por el descubrimiento del reemplazo de importaciones. Los críticos afirman erróneamente que sus ideas repiten la idea de la sustitución de importaciones avanzada por estudiosos como Andre Gunder Frank. La sustitución de importaciones era una teoría económica nacional que implicaba que si una nación sustituía sus importaciones por producción nacional, la nación se haría más rica, mientras que la idea de Jacob se basa enteramente en las ciudades y podría denominarse sustitución de importaciones urbanas. Sin embargo, incluso esto generaría confusión porque, en la práctica, la sustitución de importaciones en la India y América Latina estaba subvencionada y ordenada por el gobierno, mientras que el concepto de sustitución de importaciones de Jacobs es un proceso de descubrimiento y división del trabajo dentro de una ciudad.
En la segunda parte del libro, Jacobs argumenta que las ciudades precedieron a la agricultura. Ella argumenta que en las ciudades el comercio de animales y granos silvestres permitió la división inicial del trabajo necesaria para el descubrimiento de la agricultura; estos descubrimientos luego se mudaron fuera de la ciudad debido a la competencia por la tierra. Otra interpretación de la historia, generalmente considerada contradictoria con la de Jacobs, es apoyada por el arqueólogo marxista Vere Gordon Childe y en los últimos tiempos por otro materialista histórico Charles Keith Maisels que argumentan que la agricultura precedió a las ciudades. La aparente oposición entre las teorías de Childe y Jacobs descansa en su definición de 'ciudad', 'civilización' o 'urbana'. Childe, como otros materialistas como Maisels o Henri Lefebvre, define "urbano" o "civilización" como sinecismo -como comunidad política monolítica, alfabetizada, socialmente estratificada, mientras que, como se puede ver en La economía de las ciudades o las ciudades y la Riqueza de las Naciones, Jacobs define la ciudad puramente en la línea de comercio geográficamente denso dando paso al descubrimiento empresarial y mejoras posteriores en la división del trabajo. Sin los requisitos de la alfabetización, la construcción monumental o los signos de fuerzas civiles y armadas especializadas, las "ciudades" pueden interpretarse con precisión que existen miles de años antes, de cuando Childe y Maisels las colocan. Sin embargo, la definición de Jacobs es una suposición, ya que "ciudad" se define simplemente como una gran ciudad o "un gran asentamiento humano" que indica la permanencia. Los primeros restos de la humanidad descubiertos por los arqueólogos no nos dan más información que la de cazadores-recolectores, ya que todavía no hay evidencia de agricultura o asentamiento, lo que implica un estilo de vida nómada hasta que se hagan nuevos descubrimientos.

### La cuestión del separatismo: Quebec y la lucha por la soberanía
The Question of Separatism incorporó y amplió la presentación de Jacobs de las Conferencias Massey de 1979, tituladas Canadian Cities and Sovereignty-Association. Se publicó en 1980 y se reimprimió en 2011 con una entrevista previamente no publicada de 2005 con Robin Philpot sobre el tema en el que evoca la relativa desaprobación de ese libro entre sus lectores habituales. Esta fue, de hecho, la primera vez que se le solicitó que lo discutiera en una entrevista. El columnista Richard Gwyn adelantó que aunque no la criticaban abiertamente, los lectores canadienses de habla inglesa pensaban que no entendía cómo funcionaba la política canadiense y que no estaba siendo útil en un momento de angustia por la unidad nacional (el referéndum de 1980 fue derrotado por un voto del 60%). La cuestión del separatismo tampoco se mencionó en la bibliografía de su obituario de 2006 en The Globe and Mail.
El libro de Jacobs avanza la opinión de que la eventual independencia de Quebec es mejor para Montreal, Toronto, el resto de Canadá y el mundo; y que tal independencia puede lograrse pacíficamente. Como precedente, cita la secesión de Noruega de Suecia y cómo enriqueció a ambas naciones. Se examinan los orígenes del movimiento secesionista contemporáneo en la Revolución silenciosa, junto con la dependencia histórica de Canadá de los recursos naturales y la propiedad extranjera para su propio desarrollo económico. Jacobs afirma que tal enfoque es colonial y, por lo tanto, retrospectivo, citando por ejemplo que Canadá compra sus esquís y muebles de Noruega o de fábricas de propiedad noruega en Canadá, el último procedimiento es un producto de los aranceles canadienses diseñados específicamente para fomentar tales fábricas. Las opiniones públicas relevantes de René Lévesque, Claude Ryan, y luego el primer ministro Pierre Trudeau también se analizan críticamente. Un ejemplo es su incapacidad para reconocer que dos monedas independientes respectivas son esenciales para el éxito de un Quebec independiente y un Canadá resultante más pequeño, un problema que es central en su libro. Jacobs enfatiza la necesidad de que Montreal continúe desarrollando su liderazgo de la cultura quebequense, pero que tal necesidad finalmente no puede ser satisfecha por las crecientes tendencias de Montreal hacia el estatus de ciudad regional, tendencias que presagian una sumisión económica, política y cultural al Toronto de habla inglesa. Tal resultado, según Jacobs, a largo plazo condenaría la independencia de Quebec tanto como obstaculizaría el propio futuro de Canadá. Concluye con su observación de que la equiparación popular de la secesión política con el fracaso político y económico es el resultado de la Ilustración, que percibió la naturaleza como una fuerza para la "estandarización, uniformidad, universalidad e inmutabilidad". Desde entonces, los naturalistas y sus lectores se han dado cuenta gradualmente de que la naturaleza es una fuerza para la diversidad, y que, "la diversidad misma es la esencia de la excelencia". El tipo correcto de secesión, afirma Jacobs, puede conducir al tipo correcto de diversidad.

### Las ciudades y la riqueza de las naciones
Cities and the Wealth of Nations intenta hacer por la economía lo que The Death and Life of Great American Cities hizo por la planificación urbana moderna, aunque no ha recibido la misma atención crítica. Comenzando con un tratamiento conciso de la economía clásica, este libro cuestiona uno de los supuestos fundamentales de los grandes economistas. Los economistas clásicos (y neoclásicos) consideran que el estado-nación es el principal actor en macroeconomía. Jacobs argumenta que no es el estado-nación, sino que es la ciudad la que es el verdadero actor en este juego mundial. Reafirma la idea del reemplazo de importaciones de su libro anterior, The Economy of Cities, mientras especulaba sobre las ramificaciones adicionales de considerar primero a la ciudad y luego a la nación, o no.

### Sistemas de supervivencia
Sistemas de supervivencia: Un diálogo sobre los fundamentos morales del comercio y la política, se mueve fuera de la ciudad, estudiando los fundamentos morales del trabajo. Al igual que con sus otros trabajos, utilizó un enfoque de observación. Este libro está escrito como un diálogo platónico. Parece que ella (como lo describen los personajes de su libro) tomó recortes de periódicos de juicios morales relacionados con el trabajo, los recopiló y ordenó para encontrar los que se ajustaban a dos patrones de comportamiento moral que eran mutuamente excluyentes. Ella llama a estos dos patrones "Síndrome Moral A", o síndrome moral comercial, y "Síndrome Moral B", o síndrome moral guardián. Afirma que el síndrome moral comercial es aplicable a los dueños de negocios, científicos, agricultores y comerciantes. Del mismo modo, afirma que el síndrome moral del guardián es aplicable al gobierno, organizaciones benéficas, cazadores-recolectores e instituciones religiosas. También afirma que estos Síndromes Morales son fijos y no fluctúan con el tiempo.
Es importante enfatizar que Jane Jacobs brinda una teoría sobre la moralidad del trabajo y no sobre todas las ideas morales. Las ideas morales que no están incluidas en sus patrones son aplicables a ambos.
Jane Jacobs continúa describiendo lo que sucede cuando estos dos patrones morales se mezclan, mostrando los fundamentos del trabajo de la Mafia y el Comunismo, y lo que sucede cuando a la policía del subterráneo de Nueva York se les paga bonificaciones aquí, reinterpretadas como parte de un análisis más amplio.

### La naturaleza de las economías
La naturaleza de las economías, un diálogo entre amigos sobre la premisa: "los seres humanos existen por completo en la naturaleza como parte del orden natural en todos los aspectos" (p.xx), sostiene que los mismos principios subyacen tanto en los ecosistemas como en las economías: "desarrollo y el codesarrollo a través de las diferenciaciones y sus combinaciones, la expansión a través de diversos usos múltiples de la energía y el auto-mantenimiento a través de la auto-reabastecimiento de combustible "(p.82).
Los personajes de Jacobs discuten los cuatro métodos por los cuales los "sistemas dinámicamente estables" pueden evadir el colapso: "bifurcaciones, circuitos de retroalimentación positiva, controles de retroalimentación negativa y adaptaciones de emergencia" (p.98). Sus conversaciones también cubren la "doble naturaleza de la aptitud para la supervivencia" (rasgos para evitar la destrucción del propio hábitat y el éxito en la competencia para alimentarse y reproducirse), e imprevisibilidad, incluido el efecto mariposa caracterizado en términos de multiplicidad de variables así como la respuesta desproporcionada a la causa y la autoorganización donde "un sistema puede ser creado a medida que avanza" (p.137).
A través del diálogo, los personajes de Jacobs exploran y examinan las similitudes entre el funcionamiento de los ecosistemas y las economías. Los temas incluyen el desarrollo ambiental y económico, el crecimiento y la expansión, y cómo las economías y los entornos se mantienen vivos a través del "reabastecimiento de combustible". Jacobs también comenta sobre la naturaleza de la diversidad económica y biológica y su papel en el desarrollo y crecimiento de los dos tipos de sistemas.
El libro está lleno de muchos ejemplos económicos y biológicos del mundo real, que ayudan a mantener el libro "con los pies en la tierra" y comprensible, aunque es denso. Los conceptos están provistos de ejemplos económicos y biológicos, mostrando su coherencia en ambos mundos.
Una idea particularmente interesante es la creación de "algo de la nada", una economía de la nada. En el mundo biológico, la energía libre se da a través de la luz solar, pero en el mundo económico, la creatividad humana y los recursos naturales suministran esta energía libre, o al menos energía de arranque. Otra visión interesante es la creación de diversidad económica mediante la combinación de diferentes tecnologías, por ejemplo, la máquina de escribir y la televisión como entradas y salidas de un sistema informático: esto puede conducir a la creación de "nuevas especies de trabajo".

### Dark Age Ahead
Publicado en 2004 por Random House, Dark Age Ahead postula el argumento de Jacobs de que la civilización "norteamericana" muestra signos de un descenso en espiral comparable al colapso del imperio romano. Su discusión se centra en "cinco pilares de nuestra cultura de los que dependemos para mantenerse firmes", que se pueden resumir como la familia nuclear y la comunidad; la calidad en educación; el libre pensamiento en la ciencia; el gobierno representativo e impuestos responsables; y la responsabilidad corporativa y profesional. Como sugiere el título del libro, el punto de vista de Jacobs es mucho más pesimista que el de sus trabajos anteriores. Sin embargo, en la conclusión, ella admite: "En un momento dado es difícil saber si las fuerzas de la vida cultural o la muerte están en ascenso. Es la expansión suburbana, con sus asesinatos de comunidades y desechos de tierra, tiempo y energía, un ¿Signo de decadencia? ¿O el creciente interés en los medios para superar la expansión es un signo de vigor y adaptabilidad en la cultura norteamericana? Podría decirse que cualquiera de las dos afirmaciones podría resultar cierta".

## Medalla y Premio Jane Jacobs
Como homenaje a Jacobs, la Fundación Rockefeller, que había otorgado subvenciones a Jacobs en los años 1950 y 1960, anunció el 9 de febrero de 2007, la creación de la Medalla Jane Jacobs, para "reconocer a las personas que han contribuido significativamente a pensar en diseño, específicamente en la ciudad de Nueva York ". Destinatarios:
- Barry Benepe, cofundador del programa NYC Green Market y miembro fundador de Transportation Alternatives, fue galardonado con la Medalla Jane Jacobs por Lifetime Leadership y un premio en efectivo de 100.000 dólares en septiembre de 2007. La Medalla inaugural Jane Jacobs por Nuevas Ideas y Activismo fue otorgada a Omar Freilla, fundador de Green Worker Cooperatives en South Bronx. El Sr. Freilla donó sus 100.000 dólares a su organización.
- Peggy Shepard, directora ejecutiva de West Harlem Environmental Action, recibió la Medalla Jane Jacobs 2008 por Lifetime Leadership y Alexie Torres-Fleming, fundadora de Youth Ministries for Peace and Justice, recibió el premio por Nuevas Ideas y Activismo. Ambas mujeres recibieron sus medallas y premios de 100.000 dólares en una cena en septiembre de 2008 en Nueva York.
- Damaris Reyes, directora ejecutiva de Good Old Lower East Side (GOLES), recibió la Medalla Jane Jacobs 2009 por Nuevas Ideas y Activismo. Richard Kahan, como fundador y CEO de la Asamblea Urbana, que creó y administra 22 escuelas públicas secundarias ubicadas en muchos de los vecindarios con ingresos más bajos de la ciudad de Nueva York, recibió la Medalla Jane Jacobs 2009 por su liderazgo vitalicio.[55]
- Los ganadores del 2010 fueron Joshua David y Robert Hammond, quienes trabajaron en el establecimiento del High Line Park sobre una línea ferroviaria elevada no utilizada, lo que llevó a la fundación a otorgarles la Medalla Jane Jacobs 2010 por Nuevas Ideas y Activismo, junto con 60.000 dólares a cada uno. La Medalla Jane Jacobs de Lifetime Leadership de 2010 fue entregada a Elizabeth Barlow Rogers, por su larga trayectoria como escritora, administradora de parques y cofundadora de Central Park Conservancy. Ella también recibió 80.000 dólares.[56]

El Instituto Urbano de Canadá ofrece un premio en nombre de Jacobs, el Premio de toda una vida Jane Jacobs, para reconocer a una persona "que ha tenido un impacto significativo en la salud de su región de acuerdo con la creencia de Jane Jacob de que las ciudades exitosas fomentan una comunidad basada en el lugar". 
El ganador de 2011 fue Eberhard Zeidler, mientras que su hija, Margie Zeidler, ganó el premio de 2015. En 2012, Anne Golden se llevó el premio "por su liderazgo en las políticas públicas, su trabajo académico y su variada experiencia de liderazgo en los sectores empresariales, sin fines de lucro y gubernamentales". William (Bill) Teron aceptó el Premio 2013 "por su influyente carrera en políticas públicas y apasionada defensa del diseño de calidad y compromiso con el desarrollo en el área de Ottawa". En 2014, Jack Diamond fue reconocido por su "contribución para mejorar la forma y defensa de las ciudades y el futuro del área metropolitana de Toronto ".

## Libros
- The Death and Life of Great American Cities (1961) New York: Random House. ISBN 0-679-60047-7 (trad. cast. Muerte y vida de las grandes ciudades, Ediciones Península, Madrid, 1967 y Capitán Swing Libros 2011)
- The Economy of Cities (1969) ISBN 0-394-70584-X (trad. cast. La economía de las ciudades, Edicions 62, 1969)
- The Question of Separatism: Quebec and the Struggle over Sovereignty (1980) ISBN 0-394-50981-1
- Cities and the Wealth of Nations (1984) ISBN 0-394-72911-0 (trad. cast. Las Ciudades y la riqueza de las naciones, Ariel 1986)
- Systems of Survival: A Dialogue on the Moral Foundations of Commerce and Politics (1992) ISBN 0-679-74816-4
- The Nature of Economies (2000) New York: Random House, The Modern Library. ISBN 0-679-60340-9
- Dark Age Ahead (2004) ISBN 1-4000-6232-2